# Ливийско-суданские отношения
Ливийско-суданские отношения — двусторонние дипломатические отношения между Ливией и Суданом. Протяжённость государственной границы между странами составляет 382 км.

## История
В течение 1980-х годов отношения между странами были нестабильны: чередовались периодами крайней враждебности и союзническими отношениями. Президент Судана Джафар Мухаммед Нимейри и ливийский лидер Муаммар Каддафи были особенно враждебны друг к другу. В 1981 году Джафар Нимейри принял участие в создании Национального фронта спасения Ливии (который боролся против режима Каддафи) и разрешил транслировать анти-каддафиские программы с радиопередатчиков, расположенных в Судане. Ливийское правительство отреагировало на это обучением в Ливии противников режима Нимейри, а также оказанием финансовой и материальной поддержки НАОС. В 1985 году Нимейри был свергнут военными, новое правительство взяло курс на восстановление дружественных отношений с Ливией. Правительство Садыка аль-Махди разрешило Ливии разместить часть своих вооруженных сил в Дарфуре, откуда они помогали чадским повстанцам в проведении рейдов против правительственных сил Чада. Однако, дружественные отношения Судана с Ливией не были благосклонно восприняты в Каире и в 1988 году, в ответ на давление со стороны Египта и Соединённых Штатов Америки, правительство Судана потребовало вывода ливийских вооружённых сил из Дарфура.
В июне 1989 года в Судане произошел военный переворот, к власти пришел Омар аль-Башир и отношения с Ливией вновь расширились. Хартум и Триполи даже задумались об объединении стран в единое государство. В июле 1990 года был основан совместный Общий народный комитет, а Советы министров двух стран собрались на общую сессию. В 1990 году было заключено соглашение о единстве, но главным результатом интеграции стал не политический союз, а расширение экономического сотрудничества. Ливия и Судан подписали протокол о торговле и развитии, который предусматривал ливийские инвестиции в сельскохозяйственные проекты Судана в обмен на гарантированные поставки продовольствия. Страны также договорились о создании рабочего комитета для смягчения визового режима при поездках граждан между Дарфуром и муниципалитетом Эль-Куфра на ливийской стороне границы.
В 2014 году во время Гражданской войны в Ливии исламистские силы пользовались поддержкой Катара, Судана и Турции, а светские силы поддерживали Саудовская Аравия, ОАЭ и Египет. Полевой командир Ашраф аль-Хаси обвинил Хартум в поддержке ливийских повстанцев и в использовании аэропортов Сирта, Триполи и Мисраты для снабжения повстанцев оружием. В сентябре 2014 года аль-Хаси сказал, что Судан предпринял попытку доставить боевиков из Йемена в Ливию. 6 сентября 2014 года ливийские власти объявили о задержании в аэропорту Куфры суданского военного самолета, нагруженного оружием, предназначенным для повстанцев. Судан описал этот инцидент как недоразумение и ливийские власти объявили суданского военного атташе в Триполи персоной нон грата. 19 октября 2014 года президенты Египта и Судана в ходе встречи в Каире договорились поддержать ливийских военных в их борьбе с вооруженными ополченцами. Абдул-Фаттах Халил Ас-Сиси и Омар аль-Башир согласились координировать усилия по достижению стабильности в Ливии посредством поддержки государственных учреждений и армии этой страны.